# Syrrhopodon leprieurii
Syrrhopodon leprieurii är en bladmossart som beskrevs av Montagne 1834. Syrrhopodon leprieurii ingår i släktet Syrrhopodon och familjen Calymperaceae. Inga underarter finns listade i Catalogue of Life.